# Café del Mar
Café del Mar är en bar belägen vid stranden Caló des Moro i San Antonio på Ibiza. Baren öppnade 1980. År 1994 utökades verksamheten då Café del mar började sätta ihop musiksamlingar av musiktypen chill-out.